# 瓦尔泽亚
瓦尔泽亚是巴西帕拉伊巴州的一个市镇。总面积190.444平方公里，总人口2000人，人口密度10.5人/平方公里。